# Корейска фондова борса
Корейската фондова борса (на корейски: 한국거래소; на английски: Korea Exchange, KRX) е единственият оператор за обмен на ценни книжа в Южна Корея. Влиза в първите 20 най-големи борси по капитализация ($1,1 трилиона). Извършва търгове с акции, облигации, фючърси. Тя е със седалище в Пусан, но има офис за паричните пазари и надзора на пазара в Сеул и друго подразделение в Пусан.

## История
Корейската фондова борса е създадена чрез интегриране на „Korea Stock Exchange“, „Korea Exchange Futures“ и „KOSDAQ Stock Market“ под наименованието „Korea Stock & Futures Exchange Act“. Официално е открита на 19 януари 2005 г. Принадлежи на брокерски компании.
Борсата влиза във Федерацията на фондовите борси на Азия и Океания.

## Борсови индекси
Основен индекс: KOSPI (Korea Composite Stock Price Index) – отразява състоянието на акциите на всички компании, търгуващи се на борсата. Други индекси са KOSDAQ и KRX 100.